# Состязание Аполлона и Марсия
«Состязание Аполлона и Марсия» — картина флорентийского художника Аньоло Бронзино из собрания Государственного Эрмитажа.

## Сюжет
Сюжет картины является синтезом двух мифологических эпизодов, подробно рассказанных Овидием в «Метаморфозах» (VI, 382–400 и XI, 146–193). Всего на картине представлены четыре сюжетные линии.
В правой части Аполлон играет на лире, а Марсий на шалмее; их слушают Афина с копьём и царь Мидас.
В центре картины показан эпизод, случившийся после того как Афина признала победителем Аполлона: Аполлон жестоко наказывает Марсия, посмевшего бросить ему вызов — сдирает с него кожу.
Слева в глубине картины Аполлон наделяет Мидаса ослиными ушами за то, что тот счёл решение Афины несправедливым, при этом Афина стоит рядом и наблюдает за происходящим. На переднем плане лежащий брадобрей царя сообщает тростникам о позоре Мидаса.

## История картины
Картина была написана в 1531—1532 годах. Позднейшие исследования, произведённые в Эрмитаже, выявили значительные авторские переделки картины. Так, исследование в инфракрасных лучах показало наличие на грунте подготовительного рисунка, причём Марсия изначально предполагалось писать с козлиными ногами, заканчивающимися раздвоенным копытом, положения рук некоторых персонажей также отличается от окончательного варианта, поворот голов имеет несколько другой ракурс. За спиной брадобрея была обозначена запруда, перегораживающая реку, — в итоге  художник и от неё отказался.
Первоначально картина была написана на доске, причём имела неправильную четырёхугольную форму. Д. В. Григорович писал:

«…что она служила крышкой инструмента, в этом нет никаких сомнений. При осмотре ее в мастерской Эрмитажа оказалось, что доска, на которой она написана, имеет форму не равноугольного параллелограмма, но шире с одного конца, чем с другого. Приставки, дающие ей теперешний вид, сколько кажется, совсем из другого дерева, они белы, тогда как середина выкрашена темно-зеленой краской и покрыта золотыми разводами. Приставки эти весьма узки и не касаются фигур, они занимают сверху и снизу только часть фона и пейзажа, который писан позже… весьма искусной рукой, но во всяком случае незадолго после исполнения картины, потому что гравюра, сделанная в 1562… передает нижнюю часть картины в ее настоящем виде».

Сразу после написания картину приобрёл урбинский герцог Гвидобальдо делла Ровере в Пезаро, причём за время нахождения картины в его владении имя автора потерялось и картина приписывалась Корреджо; в конце XVII — начале XVIII века картина находилась в собрании графа Орацио Аркинто в Милане; затем была в собрании графа Джулио Висконти в Милане; и наконец оказалась в собрании маркизов (затем герцогов) Литта в Милане. В 1865 году вместе с «Мадонной Литта» Леонардо да Винчи и «Венерой, кормящей Амура» Лавинии Фонтаны была куплена для Эрмитажа у герцога Антонио Литта за 100 000 франков. Сразу после прибытия в Эрмитаж картина была переведена с дерева на холст.

## Вопрос авторства
В 1865 году, вместе с картинами из собрания герцога Литта была куплена и гравюра на меди, выполненная в 1562 году венецианским художником Джулио Сануто. Он полностью повторил фигуры персонажей, но при этом значительно изменил фон: в левой части гравюры был поставлен вид Венеции, а справа размещена группа муз, заимствованная с фрески Рафаэля «Парнас», около муз Сануто поместил подпись, объясняющую их появление — «чтобы заполнить пустоту». Слева на камне он поместил название гравюры: «Сказка об Аполлоне и Марсии с картины блестящего художника Антонио де Корреджо». Отсюда и возникла легенда что автором изначальной картины был Корреджо. Во время нахождения картины в собрании Литта гравюру с неё выполнил Гаэтано Дзанкон, сделав при этом посвятительную надпись герцогу и указание, что гравюра выполнена с оригинала Корреджо. Эта гравюра хранится в лондонском Британском музее.
Первые сомнения в авторстве Корреджо были высказаны в 1856 году Мюндлером: он назвал в качестве возможных авторов Россо Фьорентино или Перино дель Вага и отметил значительное сходство с работами Приматиччо. В 1871 году немецкий исследователь творчества Корреджо Юлиус Мейер категорически заявил что автором картины является не Корреджо. Тем не менее в каталогах Эрмитажа 1865—1895 года картина включалась под именем Корреджо, а до 1909 года рядом с именем ставили знак вопроса. В Библиотеке Эрмитажа сохранился экземпляр каталога 1909 года с рукописной пометкой Э. К. Липгарта, где автором назван Пармиджанино, однако в каталоге 1912 года Липгард приписал картину неизвестному пармскому художнику XVI века; имя Пармиджанино как возможного автора картины в разное время называлось и другими исследователями.
В 1913 году директор Лейпцигского музея изобразительных искусств Герман Фосс первым высказался в пользу авторства Аньоло Бронзино, аргументировав своё мнение результатами исследований творчества Бронзино во флорентийских музеях в 1911—1912 годах. В 1920 году он опубликовал свой фундаментальный труд «Художники Позднего Возрождения», где однозначно утверждал что картина принадлежит кисти Бронзино; при этом он ссылался на Вазари, который писал что Бронзино «переехал в Пезаро, где, находясь при урбинском герцоге Гвидобальдо, <…>  расписал множеством фигур весь корпус <…> гарпсихорда, произведение из ряда вон выходящее». Учитывая, что Вазари ничего не сообщает о сюжете этой работы, Фосс привел слова Боргини: «Потом, переехав в Пезаро, [Бронзино] написал для Гвидобальдо, герцога Пезаро, внутри арпикордо сказку об Аполлоне и Марсии со множеством фигур, эта работа почиталась за редчайшую вещь». Точку зрения Фосса впоследствии поддержали и известные искусствоведы, такие как Лонги и Дженет Кокс-Ририк, и многие другие.
Тем не менее в эрмитажном каталоге 1958 года картина значилась как произведение школы Пармиджанино, в каталоге 1976 года — Корреджо со знаком вопроса. Ведущий научный сотрудник отдела западноевропейского искусства Эрмитажа Т. К. Кустодиева в своём обзоре искусства Возрождения, изданном в Ленинграде в 1985 году обозначила картину как произведение неизвестного мастера, однако отметила что «на наш взгляд написана кем-то из флорентийцев, возможно, молодым Бронзино… Почти все, кто писал об этой картине, сходились в одном: произведение это — несомненный шедевр итальянской живописи чинквеченто».
- Эскиз Бронзино к фигуре Марсия с флейтой Пана. Лувр, Париж
- Эскиз Бронзино к фигуре царя Мидаса. Лувр, Париж

В архивах Лувра были обнаружены и в 1991 году опубликованы  два рисунка Бронзино сангиной на двух сторонах одного листа, являющимися подготовительными набросками к эрмитажной картине (25,4 × 18 см, инвентарный № INV 5923). С одной стороны изображён Марсий с флейтой Пана, чья поза была полностью сохранена в окончательном варианте, только флейта была заменена на шалмей.  На обороте листа имеется подготовительный рисунок фигуры царя Мидаса. Первоначально рисунки также были атрибутированы Корреджо, но авторство Бронзино было подтверждено американской исследовательницей Дженет Кокс-Ририк. С этого момента принято считать что бесспорным автором эрмитажной картины является Бронзино, хотя ещё в каталоге 1994 года он значится со знаком вопроса.
В творчестве Бронзино имелась ещё одна картина на этот сюжет, она находилась в картинной галерее дворца Сан-Суси и погибла во время Второй мировой войны, репродукции с неё неизвестны. Возможно, выводы Фосса основывались и с учётом того, что он видел и мог исследовать и эту картину в том числе.
С эрмитажной картины в разное время было сделано несколько копий, одна из них работы Антонио Темпеста находится в Старой пинакотеке Мюнхена. Копия с правой части картины работы неизвестного художника проходила на аукционе «Кристис» 24 мая 1985 года; на итальянском аукционе «Финарте» 17 октября 1998 года выставлялась полная копия эрмитажной картины, значащаяся как работа художника римской школы XVII века. В частном собрании в Нью-Йорке находится копия, причем  публикатор этой копии Джон Спайк утверждал что именно она является оригинальной работой Бронзино, а эрмитажная картина является копией с неё работы Раффаэлино дель Гарбо; его мнение не было поддержано другими исследователями.
Составитель научного каталога итальянской живописи XIII—XVI веков в собрании Эрмитажа Т. К. Кустодиева отмечала:

Можно высказать осторожное предположение, что именно она упоминается в инвентарной описи венецианской коллекции Джованни Пьетро Тирабоски, составленной в середине XVII в. Под № 130 в ней числится: «Картина с фигурами Аполлона и Марсия, сомнительно Корреджо. 250 дукатов». Эта оценка значительно выше многих других работ — Джорджоне, Тинторетто, Веронезе.

Картина выставляется в здании Большого (Старого) Эрмитажа в зале 216.